# Ceranthia abdominalis
Ceranthia abdominalis là một loài ruồi trong họ Tachinidae.